# Jadviha Skarabahataja
Jadviha Skarabahataja, född 10 juni 1968 i Iŭje i Vitryska SSR, är en vitrysk längdåkare, skidskytt och friidrottare.
Hon har vunnit åtta paralympiska medaljer i längdskidåkning, ett guld, tre silver och fyra brons, samt en bronsmedalj i friidrott från paralympiska sommarspelen 1996 i Atlanta.

## Vinster
- Paralympiska vinterspelen 2006   
  - Brons, längdskidåkning 10 km synskadade
  - Silver, längdskidåkning stafett 3x2,5 km
  - Brons, längdskidåkning 15 km synskadade